# Albersdorf-Prebuch
Albersdorf-Prebuch é um município da Áustria, situado no distrito de Weiz, no estado da Estíria. Tem 14,15 km² de área e sua população em 2019 foi estimada em 2.160 habitantes.